# Fallet (roman)
Fallet (originaltitel: La Chute) är en roman av Albert Camus från 1956. Boken utgör en monologroman, där läsaren får följa den parisiske före detta advokaten Jean-Baptiste Clamence som reflekterar över sitt liv.